# William H. Workman

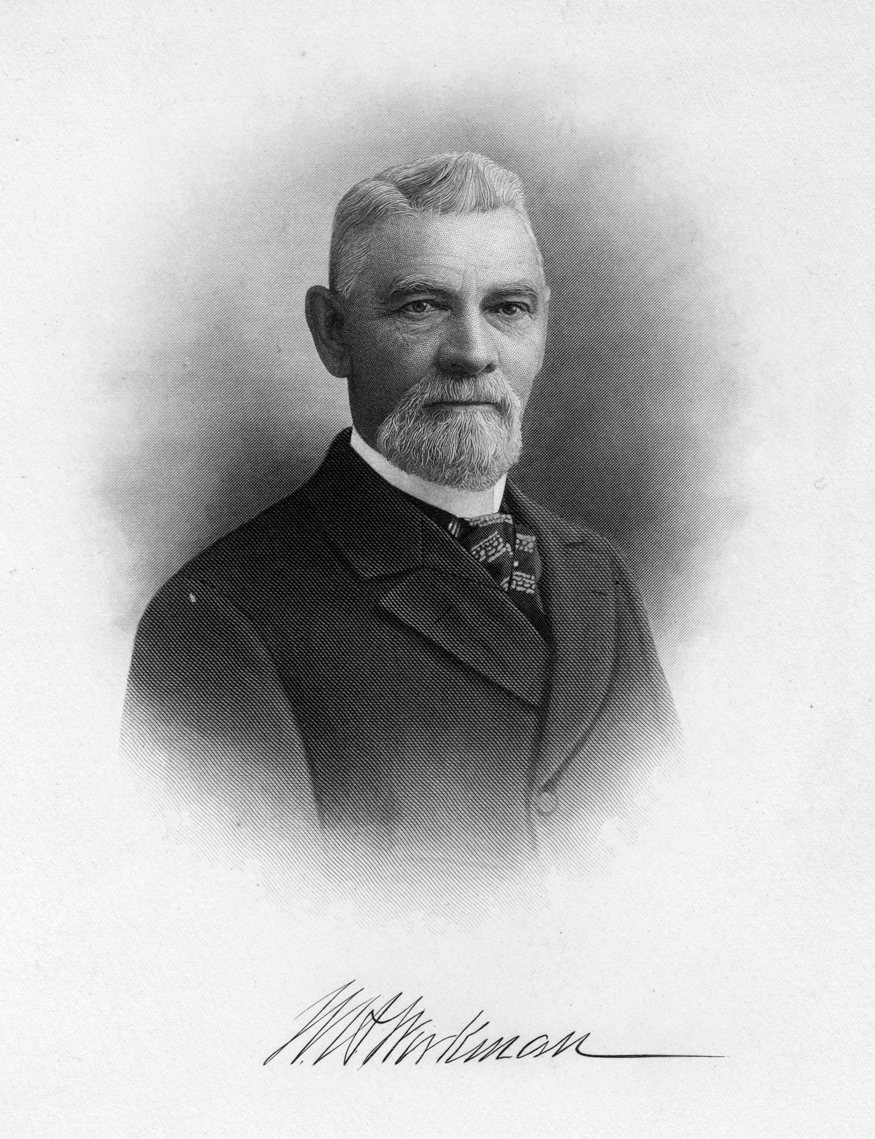
William H. Workman

William Henry Workman (* 1. Januar 1839 in New Franklin, Howard County, Missouri; † 21. Februar 1918 in Los Angeles, Kalifornien) war ein US-amerikanischer Politiker. Zwischen 1886 und 1888 war er Bürgermeister der Stadt Los Angeles.

## Werdegang
William Workman wuchs im Howard County in Missouri auf. Im April 1854 zog er mit seiner Familie nach Kalifornien, wo sein gleichnamiger Onkel im Los Angeles County als erfolgreicher Rancher und Bankier lebte. Die Workmans ließen sich zunächst auf der Ranch des Onkels nieder. Williams Vater, der Schafe an die kalifornischen Goldsucher lieferte, starb im Jahr 1855 bei einem Unfall auf der Suche nach verirrten Tieren. Danach zog seine Witwe mit ihren Kindern in die Stadt Los Angeles. William und sein Bruder Elijah betrieben seit 1857 für die nächsten 20 Jahre eine Sattlerei.
Politisch wurde er Mitglied der Demokratischen Partei. Zwischen 1872 und 1880 gehörte er mehrfach dem Stadtrat von Los Angeles an. Außerdem war er drei Mal Stadtkämmerer. 1886 wurde Workman zum Bürgermeister von Los Angeles gewählt. Dieses Amt bekleidete er zwischen dem 14. Dezember 1886 und dem 10. Dezember 1888. Seine Amtszeit fiel in eine Zeit des wirtschaftlichen Aufschwungs. Er verbesserte die Infrastruktur der Stadt. Dabei wurden einige wichtige Straßen neu befestigt bzw. gepflastert. Er war auch an der Gründung der städtischen Bücherei beteiligt. Auch der zukünftige Stadtteil Hollywood wurde vermessen.
William Workman war mit Maria Elizabeth Boyle (1847–1933) verheiratet, mit der er sieben Kinder hatte. Der Sohn Boyle Workman war später Vorsitzender des Stadtrats von Los Angeles. Nach dem Tod seines Schwiegervaters Andrew Boyle erbte William Workman einige Ländereien, darunter auch einen Weinberg. Auf einem Teil der ererbten Flächen gründete er den Stadtteil Boyle Heights. Dort ist er am 21. Februar 1918 auch verstorben.